# Station Pleudihen
Station Pleudihen is een spoorweghalte in de Franse gemeente Pleudihen-sur-Rance. Zij wordt bediend door treinen van het netwerk TER Bretagne op het traject Dol-de-Bretagne - Dinan.